# Bulgariens fodboldforbund
Bulgarski Futbolen Soius (bulgarsk: Български футболен съюз) (engelsk: Bulgarian Football Union, BFU) er Bulgariens nationale fodboldforbund og dermed det øverste ledelsesorgan for fodbold i landet. Det administrerer Parva Liga, landets bedste fodboldrække, og Bulgariens landshold og har hovedsæde i Sofia.
Forbundet blev grundlagt i 1923 og har gennem tiden flere gange skiftet navn. Det blev medlem af FIFA i 1924 og af UEFA, da det blev stiftet i 1954.

## Ekstern henvisning
- bfunion.bg

| Fodbold | Spire Denne artikel om en fodboldorganisation er en spire som bør udbygges. Du er velkommen til at hjælpe Wikipedia ved at udvide den. |